# 布尼亞
布尼亞是剛果民主共和國的城市，也是伊图里省的首府，位於艾伯特湖以西30公里，海拔高度1,275米，每年平均降雨量3,096毫米，主要農產品包括木薯、豆類、甘薯、番薯、高粱、蒜、香蕉、椰菜，2010年人口327,837。

## 外部連結
- Detailed Map of Bunia （页面存档备份，存于）
- Map of tribal areas of Ituri （页面存档备份，存于）
- Congo's battle with disarmament（页面存档备份，存于）, BBC, 9 June 2005
- Watch Equator, the BBC TV program featuring Bunia （页面存档备份，存于）

1°34′N 30°15′E / 1.567°N 30.250°E